# Pycnoclavella atlantica
Pycnoclavella atlantica is een zakpijpensoort uit de familie van de Clavelinidae. De wetenschappelijke naam van de soort is voor het eerst geldig gepubliceerd in 2007 door Pérez-Portela, Duran & Turon.